# Derelomini
Derelomini – plemię chrząszczy z podrzędu chrząszczy wielożernych z rodziny ryjkowcowatych, dzielone na trzy podplemiona: Derelomina, Acalyptina oraz Phyllotrogina. Zaliczane jest do podrodziny Curculioninae.
Gatunki z podplemienia Derelomina związane są z organami rozrodczymi roślin arekowatych (Arecaceae) i okolnicowatych (Cyclanthaceae) (tych ostatnich jedynie na kontynencie południowoamerykańskim). W krainie palearktycznej i etiopskiej odnotowuje się przedstawicieli tylko jednego rodzaju Derelomus Schoenherr, 1825, bytującego również na kwiatach roślin  szakłakowatych (Rhamnaceae) i bobowatych (Fabaceae).